# Hastings Yelverton

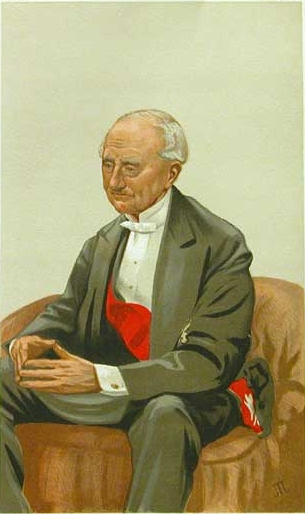
Admiral Sir Hastings Yelverton in einer Karikatur in Vanity Fair, 23. Juni 1877

Sir Hastings Reginald Yelverton, GCB (Geburtsname: Hastings Reginald Henry; * März 1808 in Kildare, Irland; † 24. Juli 1878 in Bath, Somerset, England) war ein britischer Seeoffizier der Royal Navy, der unter anderem als Admiral zwischen 1876 und 1877 Erster Seelord (First Sea Lord) war.

## Leben

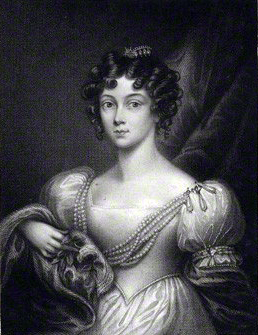
Hastings Reginald Yelverton war seit 1845 mit Barbara Yelverton, Baroness Grey of Ruthin verheiratet.

Hastings Reginald Henry war das jüngste von vier Kindern von John Joseph Henry und dessen Ehefrau Lady Emily Elizabeth FitzGerald, Tochter von William FitzGerald, 2. Duke of Leinster. Er trat 1823 in die Royal Navy ein. Er fand im Laufe der nächsten Jahre zahlreiche Verwendungen als Seeoffizier und Stabsoffizier. Er war unter anderem Kommandant (Commanding Officer) des Linienschiffs HMS Queen, der Fregatte HMS Aigle, der Fregatte HMS Arrogant sowie des Linienschiffs HMS Conqueror und nahm am Krimkrieg. Anlässlich seiner Eheschließung 1845 nahm er den Familiennamen der Familie seiner Gattin, „Yelverton“, an.
Im April 1863 wurde Yelverton als Konteradmiral (Rear-Admiral) stellvertretender Kommandeur der Mittelmeerflotte (Second-in-Command, Mediterranean Fleet) und verblieb in dieser Verwendung bis April 1865. Er war ferner zwischen Juni 1866 und Mai 1867 Oberkommandierender des Kanalgeschwaders (Commander-in-Chief, Channel Squadron) und wurde am 2. Juni 1869 zum Knight Commander des Order of the Bath (KCB) geschlagen, so dass er seither den Namenszusatz „Sir“ führte. Als Vizeadmiral (Vice-Admiral) fungierte er zwischen Juli und Oktober 1870 abermals als Oberkommandierender des Kanalgeschwaders sowie im Anschluss als Nachfolger von Vizeadmiral Sir Alexander Milne von Oktober 1870 bis zu seiner Ablösung durch Vizeadmiral Sir James Robert Drummond im Januar 1874 als Oberkommandierender der Mittelmeerflotte (Commander-in-Chief, Mediterranean Fleet). Am 29. Mai 1875 wurde er zudem zum Knight Grand Cross des Order of the Bath (GCB) erhoben.
Zuletzt wurde Hastings Yelverton als Admiral im September 1876 wieder Nachfolger von Admiral of the Fleet Sir Alexander Milne, 1. Baronet, Nachfolger als Erster Seelord (First Sea Lord) und bekleidete dieses Amt bis November 1877, woraufhin Admiral Sir George Wellesley seine Nachfolge antrat.
Hastings Reginald Yelverton war seit dem 9. April 1845 mit Barbara Yelverton, 20. Baroness Grey of Ruthin (1810–1858) verheiratet, die Witwe des am 13. Januar 1844 verstorbenen George Rawdon-Hastings, 2. Marquess of Hastings und einziges Kind von Henry Yelverton, 19. Baron Grey de Ruthyn. Aus dieser Ehe ging die Tochter Barbara Yelverton hervor, die mit John Yarde-Buller, 2. Baron Churston verheiratet war.